# Monika Beňová
Monika Beňová (ur. 15 sierpnia 1968 w Bratysławie) – słowacka polityk i samorządowiec, parlamentarzystka krajowa, posłanka do Parlamentu Europejskiego V (w 2004) oraz VI, VII, VIII, IX i X kadencji.

## Życiorys
Odbyła studia licencjackie na wydziale nauk politycznych i stosunków międzynarodowych Uniwersytetu Mateja Bela w Bańskiej Bystrzycy. W 2007 uzyskała tytuł philosophiae doctor. Pracowała jako kierownik w przedsiębiorstwach Seila (1992–1993), Martin Mangl (1993–1995) oraz „Planet sport” (1996–1997). Była również dyrektorem naczelnym przedsiębiorstwa WA Slovakia (1998–1999).
Od 1999 związana z ugrupowaniem Kierunek – Socjalna Demokracja, pełniła funkcję jego wiceprzewodniczącej (2000–2006). W 2002 została wybrana do Rady Narodowej, gdzie przewodniczyła Komisji Integracji Europejskiej. Była wiceprzewodniczącą stałej delegacji Rady do Wspólnej Komisji Parlamentarnej EU-Słowacja. W latach 2003–2004 pełniła obowiązki obserwatora Słowacji i następnie eurodeputowanej w Parlamencie Europejskim V kadencji. W 2004 została wybrana do PE VI kadencji.
W wyborach samorządowych w 2005 uzyskała mandat radnej sejmiku kraju bratysławskiego, wybrano ją na wiceprzewodniczącą tego gremium. W 2006 ubiegała się o urząd burmistrza Bratysławy, jednak ostatecznie przegrała z Andrejem Ďurkovským. W 2009 z powodzeniem ubiegała się o reelekcję w wyborach do PE. Zasiadła w Komisji Sprawiedliwości, Wolności i Spraw Wewnętrznych. W 2014, 2019 i 2024 utrzymywała mandat na VIII, IX i X kadencję.
Była zamężna, przed rozwodem nosiła nazwisko Flašíková-Beňová.